# ولاية أنمبرة
أنامبرا هي ولاية تقع في جنوب شرق نيجيريا. ويعد اسمها هو النسخة الإنجليزية من الاسم الأصلي "Oma Mbala"، وهو الاسم الأصلي لـنهر أنامبرا. وتعد مدينة أوكا عاصمة الولاية ومقر حكومتها. وتعد مدينتي أونيتشا وننيوي أكبر المدن التجارية والصناعية، على التوالي. وتعد الفكرة الرئيسية التي تقوم عليها الولاية هي «تنوير الأمة». وقد تشكلت حدودها في ولاية دلتا من الغرب وولاية إيمو وولاية ريفرز من الجنوب وولاية إينوجو من الشرق وولاية كوجي من الشمال. وقد اشتُق أصل الاسم من نهر أنامبرا (Omambala) الذي يعد أحد روافد نهر النيجر الشهير.
وتعد مجموعات السكان العرقية الأصلية هي سكان إيجبو (98% من السكان) وعدد صغير من سكان إيجالا (2% من السكان) الذين يعيشون في الجزء الشمالي الغربي من الولاية.
وتعد ولاية أنامبرا الولاية الثامنة الأكثر ازدحامًا بالسكان في جمهورية نيجيريا الاتحادية والولاية الثانية الأكثر كثافة سكانية في دولة نيجيريا بعد ولاية لاغوس. تحتوي المسافة التي تصل لأكثر من 45 كم بين أوبا وأموركا على مجموعة من العديد من القرى المزدحمة جدًا بالسكان ومدن صغيرة تعطي المنطقة كثافة تقدر بـ 1500-1200 شخص يعيشون في كل كيلومتر مربع من المنطقة.

## وصلات خارجية
- Government of Anambra
- Oklahoma Jubilee on Google Maps World Gazetteer